# Тілопо рожевогрудий
Тілопо рожевогрудий (Ptilinopus speciosus) — вид голубоподібних птахів родини голубових (Columbidae). Ендемік Індонезії. Раніше вважався підвидом бузковогрудого тілопо, однак був визнаний окремим видом у 2021 році.

## Поширення і екологія
Рожевогруді тілопо є ендеміками Біацького архіпелагу. Мешкають на островах Біак, Супіорі, Нумфор та на Падайдо. Живуть в тропічних лісах і садах.